# Lichtenberg (Bautzen)
Pour les articles homonymes, voir Lichtenberg.
Lichtenberg est une commune de Saxe (Allemagne), située dans l'arrondissement de Bautzen, dans le district de Dresde.